# Голл (Нью-Йорк)
Голл (англ. Hall) — переписна місцевість (CDP) в США, в окрузі Онтаріо штату Нью-Йорк. Населення — 202 особи (2020).

## Географія
Голл розташований за координатами 42°47′47″ пн. ш. 77°4′5″ зх. д. / 42.79639° пн. ш. 77.06806° зх. д. (42.796506, -77.067963).  За даними Бюро перепису населення США в 2010 році переписна місцевість мала площу 2,65 км², уся площа — суходіл.

## Демографія
Згідно з переписом 2010 року, у переписній місцевості мешкало 216 осіб у 85 домогосподарствах у складі 63 родин. Густота населення становила 82 особи/км².  Було 97 помешкань (37/км²).
Расовий склад населення:
| - 99,5 % — білих - 0,5 % — азіатів |

До двох чи більше рас належало 0,0 %. Частка іспаномовних становила 0,0 % від усіх жителів.
За віковим діапазоном населення розподілялося таким чином: 23,6 % — особи молодші 18 років, 61,1 % — особи у віці 18—64 років, 15,3 % — особи у віці 65 років та старші. Медіана віку мешканця становила 42,4 року. На 100 осіб жіночої статі у переписній місцевості припадало 101,9 чоловіків;  на 100 жінок у віці від 18 років та старших — 89,7 чоловіків також старших 18 років.
Середній дохід на одне домашнє господарство  становив 89 717 доларів США (медіана — 103 654), а середній дохід на одну сім'ю — 108 223 долари (медіана — 112 885). 
Цивільне працевлаштоване населення становило 105 осіб. Основні галузі зайнятості: роздрібна торгівля — 39,0 %, оптова торгівля — 26,7 %, виробництво — 21,9 %.